# Needle
Needle is een Australische bovennatuurlijke thriller/horrorfilm uit 2010 onder regie van John V. Soto, die samen met Anthony Egan ook het verhaal schreef. Needle won zowel de prijs voor beste acteur (Michael Dorman), beste cinematografie als de festivalprijs van het Melbourne Underground Film Festival. Daarnaast kreeg de film de prijs voor beste grime van het Amerikaanse Screamfest.

## Verhaal

### Proloog
Robert Shaw krijgt op een avond een telefoontje van Samuel Rutherford, die hij na een conflict jaren niet meer gesproken heeft. Rutherford beschuldigt hem van diefstal. Shaw glimlacht en reageert door te zeggen dat zijn voormalige vriend zelf 'vertrouw niemand' als motto had. Nadat Rutherford hem toebijt dat hij een verrader is, hoort Shaw een geluid als dat van tandwielen die in elkaar grijpen. Direct daarna verschijnt er vanuit het niets een gat in zijn borst en explodeert zijn hart. Shaws vrouw Eliza komt kijken waarom haar man schreeuwt. Hij kan alleen nog Le Vaudou Mort uitbrengen voor hij sterft.

### Hoofdlijn
Tien jaar na de dood van Shaw krijgt archeologiestudent Ben Rutherford bezoek van advocaat Mr. Joshua. Die heeft nog iets voor Ben gevonden in een opslagruimte van zijn vader, die twee jaar eerder is overleden. Het is een houten kistje met daarop een metalen plaatje waarin Le Vaudou Mort staat gegraveerd. Het is een soort apparaat, maar hoe het werkt of waar het voor dient is Ben een raadsel. Hij laat het zien aan zijn vrienden, maar ook voor Nelson, Jed, Mary, Ryan, Kandi en haar vriendin Isabel is het doosje een raadsel. Wel blijkt er een schuifje in te zitten met daarin een fotootje. Wat daarop stond, is niet te zien. De afbeelding is compleet weggebrand. Nelson maakt een selfie van hun zevenen met Le Vaudou Mort.
Ben krijgt zijn broer Marcus aan de deur. Dit nadat de twee elkaar twee jaar niet meer hebben gezien. Marcus wil proberen hun band te herstellen, maar Ben staat hier amper tot niet voor open. Hun vader Samuel kwam om bij een auto-ongeluk toen hij kwaad wegreed na een ruzie met Marcus. Ben verwijt zijn broer dit. Marcus is sinds het fatale ongeluk twee jaar amper in de buurt geweest, maar heeft nu een lokale baan gevonden en blijft voorlopig. Bens vrienden zien dat zijn humeur is verpest en vertrekken. Hij blijft alleen achter met Mary, die een oogje op hem heeft. Nadat hij snel een paar borrels achterover slaat, neemt ze hem de fles af en brengt ze hem naar zijn slaapkamer. Ben legt Le Vaudou Mort onder zijn bed voor hij gaat liggen. Mary probeert Ben te versieren door hem te zoenen, maar hij valt onderwijl in slaap.
Ben gaat met Nelson naar hun docente professor Banyon om haar om hulp te vragen met Le Vaudou Mort. Zij achterhaalt dat het doosje gebruikt is als rekwisiet in een toneelstuk in de negentiende eeuw. Nelson vermoedt dat het kistje daarom veel waard is en wil er over schrijven in de schoolkrant. Wanneer Ben en hij het gaan halen, blijkt het alleen niet meer onder zijn bed te liggen. Een onherkenbare gehandschoende hand knipt op datzelfde moment Ryan van de groepsselfie die Nelson maakte en stopt zijn afbeelding via het klepje in Le Vaudou Mort. Dezelfde persoon neemt vervolgens bloed af bij zichzelf en laat dit aan het kistje lopen. De hand draait daarna aan een slinger aan de zijkant van het doosje, warmt een naald op in de vlam van een kaars en steekt die herhaaldelijk in een voodoopoppetje. Ryan is op dat moment aan het joggen langs het sportveld van de universiteit. Schijnbaar vanuit het niets scheurt zijn lichaam open op dezelfde plekken als waar de naald in het voodoopoppetje verdwijnt. Het bloed gutst uit zijn arm, borst en hals.
Marcus krijgt zijn eerste opdracht van zijn nieuwe werkgever. Hij is aangenomen als fotograaf bij het plaatselijke politiebureau en moet als zodanig plaatsen delict in beeld brengen. Wanneer hij op zijn bestemming aankomt, blijkt zijn eerste klus een moordzaak. Hij herkent het slachtoffer als zijn broers vriend, Ryan. Hij vertelt dit aan Ben om te voorkomen dat die het op een andere manier te horen krijgt. Ben vertelt Marcus over Le Vaudou Mort en het verminkte fotootje dat erin zat. Hij vermoedt dat het kistje weleens gestolen kan zijn vanwege de waarde ervan. Op datzelfde moment knipt de gehandschoende hand Nelson van de groepsselfie en wordt het ritueel met de afbeelding en Le Vaudou Mort herhaald. Nelson bevindt zich op dat moment met een vriend bij een klimmuur in de gymzaal van de universiteit. Hij loopt wonden op in zijn buik, schouder, arm en borst en zijn hand breekt van zijn arm af, net als op datzelfde moment bij een voodoopoppetje gebeurt. Dan een arm en een been. Nelsons vriend ziet het tot zijn ongeloof voor zijn ogen gebeuren. Hij begrijpt niet wat er gebeurt, laat staan dat hij iets kan doen. Marcus zit met Ben in de auto wanneer hij opdracht krijgt om de nieuwe plaats delict te fotograferen. Hij rijdt er meteen heen en vertelt zijn broer om in de auto te wachten. Marcus herkent ook Nelson. Ben herkent de locatie en ziet Nelsons vriend alleen achter in een politiewagen zitten. Die vertelt hem wat er is gebeurd.
Professor Banyon contact opgenomen met een deskundige om meer over Le Vaudou Mort te weten te komen. Hij vertelt Ben dat het kistje al bestond voor het in het toneelstuk werd gebruikt. Hoelang en wie het maakte, is onbekend. Wel weet hij dat een Oostenrijker genaamd Rubinstein in de achttiende eeuw als eerste de bedoeling van Le Vaudou Mort beschreef. Het werd volgens diens documenten vervaardigd als een toestel waarmee wraak genomen kan worden. De deskundige gaat ervan uit dat dit puur folklore is en het kistje niet meer dan een curiositeit, maar het is zo roemrijk onder verzamelaars dat een cliënt van hem er € 500.000,- voor wil geven. Ben zegt toe over het bod na te denken en mag de documenten erover meenemen. In de papieren schrijft Rubinstein dat hij Le Vaudou Mort heeft uitgeprobeerd en vervolgens uit angst heeft weggedaan, omdat hij geloofde in de werking ervan. Het kistje zou niet vernietigd mogen worden, want met degene die dat doet zou iets verschrikkelijks gebeuren.
Marcus heeft geen inzage in informatie van de politie en papt daarom aan met lijkschouwer Paul om toch details over de moordzaken te weten te komen. Zo komt hij erachter dat de onderzoekers geen idee hebben hoe Ryan en Nelsons verwondingen zijn aangebracht. Gezien de identieke aard van hiervan, weten ze wel zeker dat het in beide gevallen om dezelfde dader gaat. Marcus werkt Paul met een smoes de deur uit om stiekem in zijn archief te kunnen kijken. Hierin vindt hij één identieke, ook onverklaarde dood, namelijk die van Shaw. Marcus print het rapport uit en haalt Ben over om samen de dozen te doorzoeken die hun vader hem heeft nagelaten. Zoals hij al verwachtte, treft hij hier foto's van Shaw in aan. Dit bevestigt Marcus' vermoeden dat hij de man met zijn vader gezien heeft toen hij klein was. Uit een van zijn vaders foto's blijkt bovendien een vakje geknipt waarin het verminkte fotootje dat in Le Vaudou Mort zat precies past. Marcus herinnert zich dat hun vader bevriend was met Shaw, maar dat die vriendschap op zeker moment omsloeg in ruzie.
De anonieme gehandschoende hand knipt Isabel van de groepsselfie en herhaalt het ritueel met de afbeelding en Le Vaudou Mort. Isabel is op dat moment in haar eentje aan het zwemmen. Ze hoort plotseling machinale geluiden en ziet elektrische flitsen. Ze zwemt naar de kant en gaat snel het zwembad uit. Op het moment dat de hand een naald in de ogen van een voodoopoppetje steekt, grijpt Isabel naar haar gezicht. Het bloed stroomt langs haar handen.
Marcus en Ben bezoeken de psychiatrische inrichting waarin Eliza Shaw verblijft en bluffen zich naar binnen. Ze krijgen geen zinnig woord uit de vrouw. Wanneer Marcus "Samuel Rutherford" in haar oor fluistert, wordt ze panisch. Hij weet genoeg. Marcus legt de connectie tussen Le Vaudou Mort, de dood van hun vaders vijand Shaw en die van de vrienden van zijn vaders zoon Ben: iemand is bezig wraak te nemen. De broers haasten zich naar Isabel en vinden haar dood langs de rand van het zwembad. Waar haar ogen zaten, zitten nu twee gaten. Ben herinnert zich een telefoontje van Banyon met de vraag om naar haar toe te komen, maar ze vinden ook haar dood in haar huis. Jed, Mary en Kandi nemen hun telefoons niet op.
De broers gaan naar het huis waar Shaw stierf. Marcus gaat alleen naar binnen met een pistool. Het hele huis is verlaten, maar in één kamer brandt kaarslicht. Hij ziet op een tafel in het midden Le Vaudou Mort staan en wordt vervolgens van achteren neergeslagen. Ben ziet buiten een auto staan. Wanneer hij het portier opent, valt Jed dood op de grond. Hij gaat naar binnen om Marcus te zoeken. Wanneer hij in de verlichte kamer komt, neemt Kandi hem onder schot. Mary zit gekneveld en vastgebonden tegen een muur. Marcus ligt vastgebonden en met een hoofdwond op de vloer. Kandi stopt een foto van Mary in Le Vaudou Mort en onthult haar motieven. Ze is Shaws dochter. Ze was thuis op de avond dat Samuel Rutherford hem vermoordde met behulp van Le Vaudou Mort en verloor die avond allebei haar ouders; haar vader aan de dood en haar moeder aan krankzinnigheid. Ze beschouwt Ben als erfgenaam van zijn vaders zonden en wil wraak nemen door hem te laten toekijken hoe zijn geliefden sterven, net als zij destijds moest. Daarna moet hij zelf dood.
Kandi begint het ritueel met Le Vaudou Mort, verbrandt de arm van een nieuw poppetje en daarmee ook die van Mary. Marcus is bijgekomen en onderbreekt haar door haar neer te schoppen. Woest begint ze op hem in te steken met een mes en raakt hem verschillende keren in zijn been. Wanneer Ben zich met de worsteling bemoeit, zet Kandi een mes op zijn keel. vervolgens neemt ze hem mee de kamer uit. Marcus en Mary maken elkaar los, waarna Marcus achter Kandi en zijn broer aan wil. Mary knikt daarentegen naar Le Vaudou Mort. Marcus begrijpt wat ze bedoelt. Ze knippen Kandi van de groepsselfie en stoppen haar afbeelding in het kistje. Na het uitvoeren van het ritueel, steken ze een mes in de borst van een voodoopoppetje. Kandi hoort tandwielen in elkaar grijpen en valt dood neer. Marcus en Mary vinden Ben buiten ongedeerd terug.

### Epiloog
Ben en Marcus varen op zee in Marcus' boot. Een stuk uit de kust halen ze Le Vaudou Mort tevoorschijn. Nadat ze overeenkomen dat ze het op deze manier niet vernietigen en dus niet riskeren dat de vloek waar is, gooien ze het kistje overboord.

## Rolverdeling
| - Michael Dorman - Ben Rutherford - Travis Fimmel - Marcus Rutherford - Nathaniel Buzolic - Ryan - Jessica Marais - Kandi - Tahyna Tozzi - Mary Matthews - Trilby Glover - Isabel Du Pont - Khan Chittenden - Jed - Luke Carroll - Nelson - Jane Badler - Professor Banyon | - Ben Mendelsohn - Detective Meares - Malcolm Kennard - Detective Reddick - John Jarratt - Paul - Michael Loney - Robert Shaw - Caroline McKenzie - Eliza Shaw - James Hagan - Samuel Rutherford - Murray Bartlett - Tony Martin - Chanel Marriott - Lucy - Quintin George - Mr. Joshua |